# Ferdinand Davaux
Ferdinand Davaux (Charleroi, 18 maart 1878 – Marcinelle, 11 december 1918) is een Belgische chansonnier en cabaretier. Hij componeerde en zong zelf zijn eigen liedjes, meestal in het Waals. 
Hij werd geboren in de rue du Collège nr. 5 te Charleroi alwaar later een gedenkplaat te zijner nagedachtenis is aangebracht. Ook werd er in 1957 een reus naar zijn beeltenis gemaakt: Davau. 
Bekende liederen van Davaux zijn bijvoorbeeld Au cler de leune, Tchantons l' bire, Tout in bercant, Aux cerises, Fleur des tchamps, L' ducace du coron, Les violettes, Let tchabareyes en Verites.

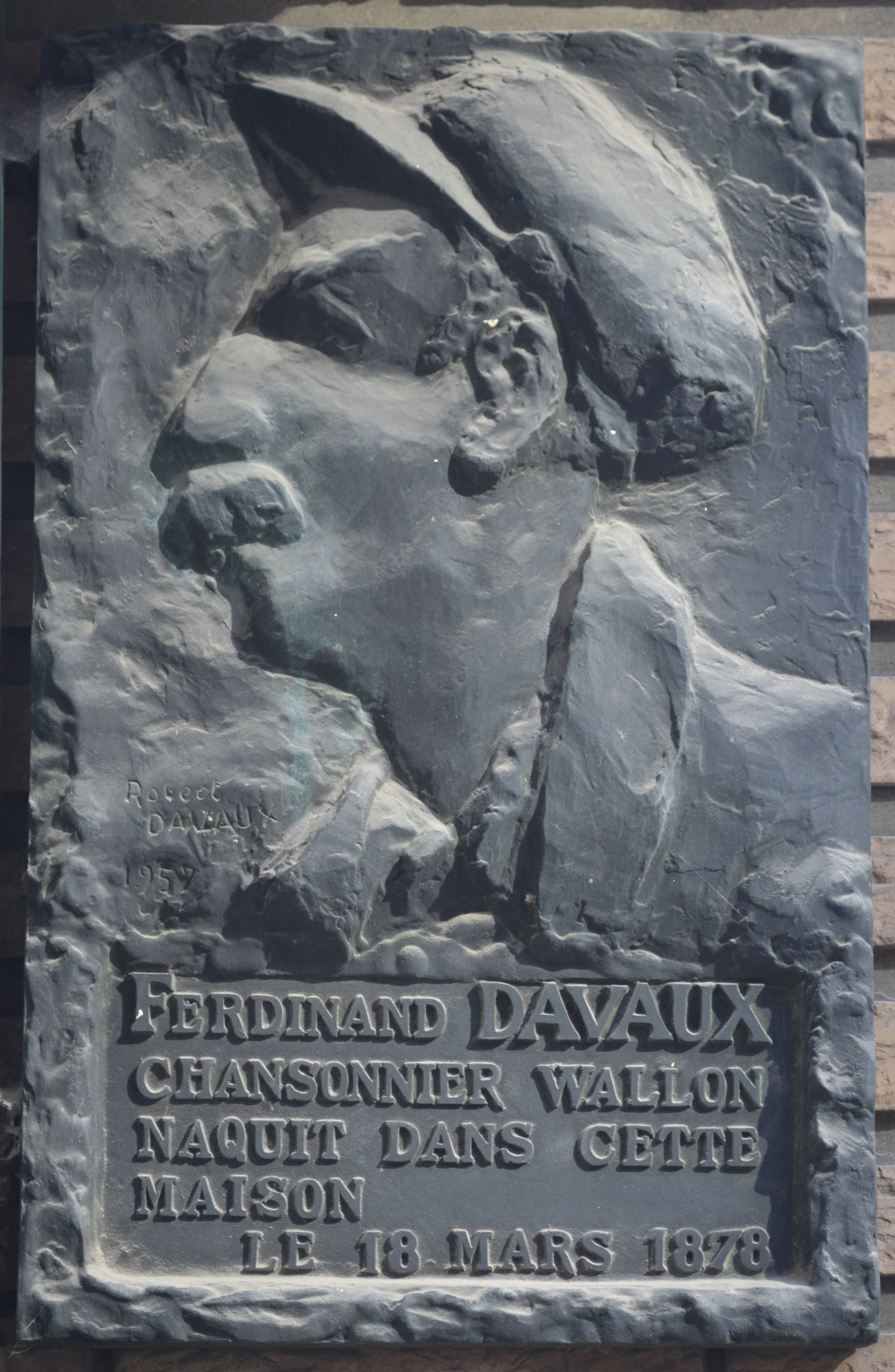
Gedenkplaat op zijn geboortehuis.
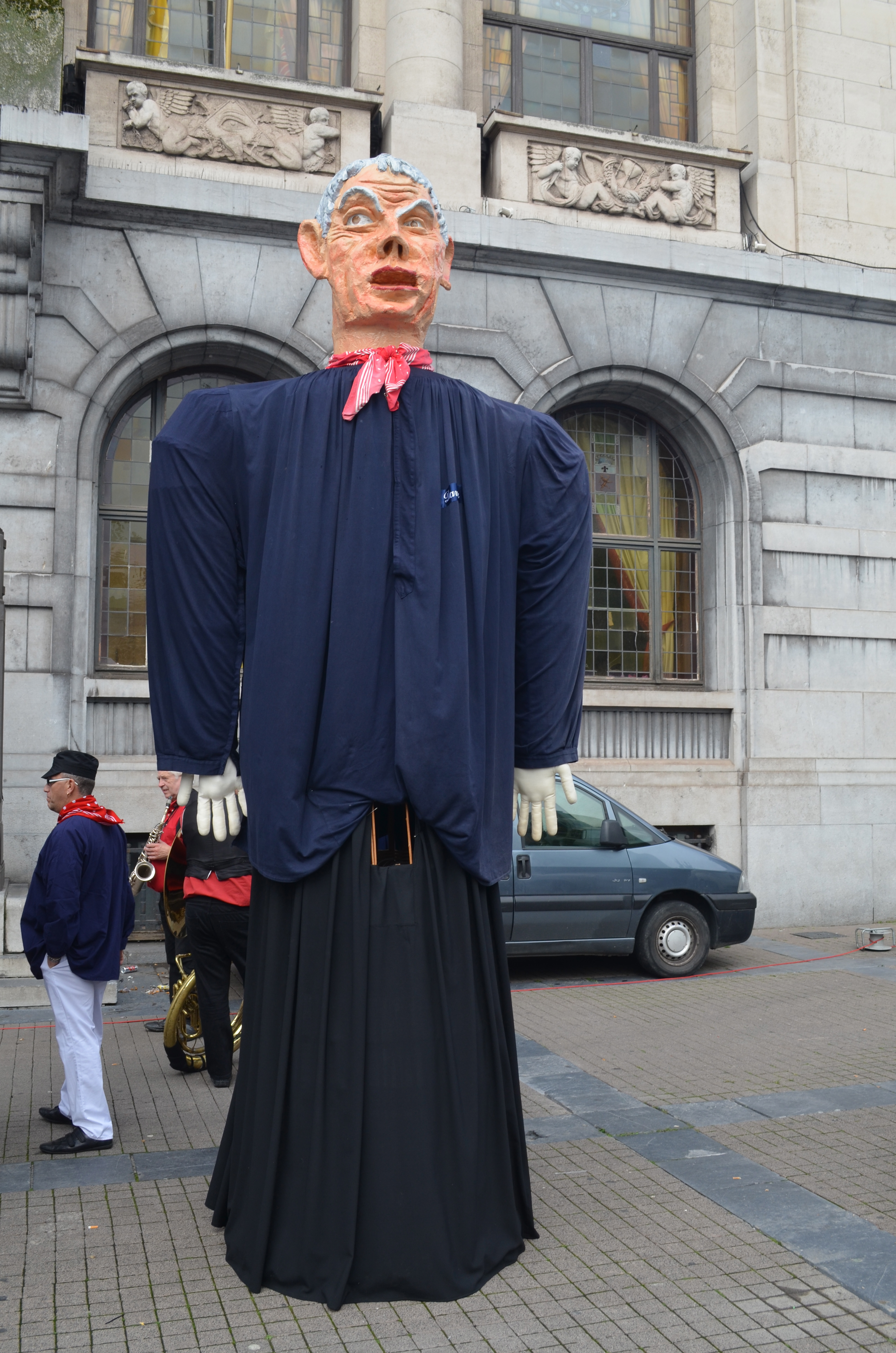
Davau, de reus naar zijn beeltenis.